# Шкала Сильвермана
Шкала Сильвермана — шкала клинической оценки ребенка с респираторным дистресс-синдромом, разработанная в 1956 году американскими педиатрами Уильямом Сильверманом и Дороти Андерсен.
Оценку производят с целью ранней диагностики дыхательных расстройств у недоношенных детей (при рождении через 2, 6, 12 и 24 часа жизни); при этом в баллах оценивают следующие признаки:
- Движения грудной клетки:
  - 0 баллов — грудь и живот равномерно участвуют в акте дыхания;
  - 1 балл — аритмичное, неравномерное дыхание;
  - 2 балла — парадоксальное дыхание.
- Втяжение межреберий:
  - 0 баллов — отсутствует;
  - 1 балл — нерезко выражено;
  - 2 балла — резко выражено.
- Втяжение грудины:
  - 0 баллов — отсутствует;
  - 1 балл — нерезко выражено;
  - 2 балла — резко выражено, держится постоянно.
- Положение нижней челюсти:
  - 0 баллов — рот закрыт, нижняя челюсть не западает;
  - 1 балл — рот закрыт, нижняя челюсть западает;
  - 2 балла — рот открыт, нижняя челюсть западает.
- Дыхание:
  - 0 баллов — спокойное, ровное;
  - 1 балл — при аускультации слышен затрудненный вдох;
  - 2 балла — стонущее дыхание, слышное на расстоянии.

Интерпретация:
0 баллов — свидетельствует об отсутствии дыхательной недостаточности;
1-3 баллов — начальные признаки синдрома дыхательных расстройств;
4-6 баллов — средняя степень тяжести синдрома дыхательных расстройств;
6-и более баллов свидетельствует о тяжелом синдроме дыхательных расстройств у новорожденных.
01.07.2017 года Министерством здравоохранения Российской федерации был принят приказ № 203н от 10.05.2017 г.
«Об утверждении критериев оценки качества медицинской помощи», согласно которому всем недоношенным новорожденным, родившемся с признаками дыхательной недостаточности в обязательном порядке должна быть произведена оценка по шкале Сильвермана.